# Gerhard Persché
Gerhard Persché (* 1942 in Graz) ist ein österreichischer Musikwissenschaftler, Dramaturg und Musikkritiker.

## Leben
Persché war Mitglied der Wiener Sängerknaben. Er studierte Musikwissenschaft und Germanistik (Lehramt). Er wirkte dann auch als Lehrer an der Mittelschule (Gymnasium).
Als redaktioneller Mitarbeiter, zunächst als Redaktionsaspirant, schrieb er für Tageszeitungen seiner Heimatstadt Graz und wurde dort auch Redakteur im Feuilleton.
An der Oper Graz wurde er 1966 Pressereferent, fungierte aber ab 1969 auch als Regieassistent und Abendspielleiter an der Oper Bonn. Ab 1972 war Persché Musikdramaturg an den Opernhäusern von Lübeck, Dortmund, Wuppertal, Mannheim und Bern.
1983 wurde er einer der Redakteure der Zeitschrift Opernwelt. Unter dem Opernwelt-Chefredakteur Imre Fábián war er ab Februar 1983 „Stellvertreter des Chefredakteurs“ und gab ab 1983 gemeinsam mit ihm die alljährlich im Orell Füssli Verlag in Zürich erscheinenden Jahrbücher der Zeitschrift Opernwelt heraus.
Ab 1992 war er als freier Musikjournalist tätig und schrieb für verschiedene Fachblätter, u. a. für die britische Fachzeitschrift Opera und das Fono Forum. Von 2002 bis 2009 war er Mitarbeiter für das Feuilleton der Süddeutschen Zeitung. Weiters gehörte er zum Autorenteam des 1995 im Harenberg Verlag erschienenen Standardwerks Harenbergs Opernführer und war Mitherausgeber bei der vollständig überarbeiteten und erweiterten Neuausgabe des Werks, die im Jahre 2003 beim Meyer Lexikonverlag erschien.
Persché war mit der Opernsängerin Glenys Linos († 2020) verheiratet.